# Habenaria simplex
Habenaria simplex är en orkidéart som beskrevs av Friedrich Fritz Wilhelm Ludwig Kraenzlin. Habenaria simplex ingår i släktet Habenaria och familjen orkidéer. Inga underarter finns listade i Catalogue of Life.